# Ligne 2 du métro de Hangzhou

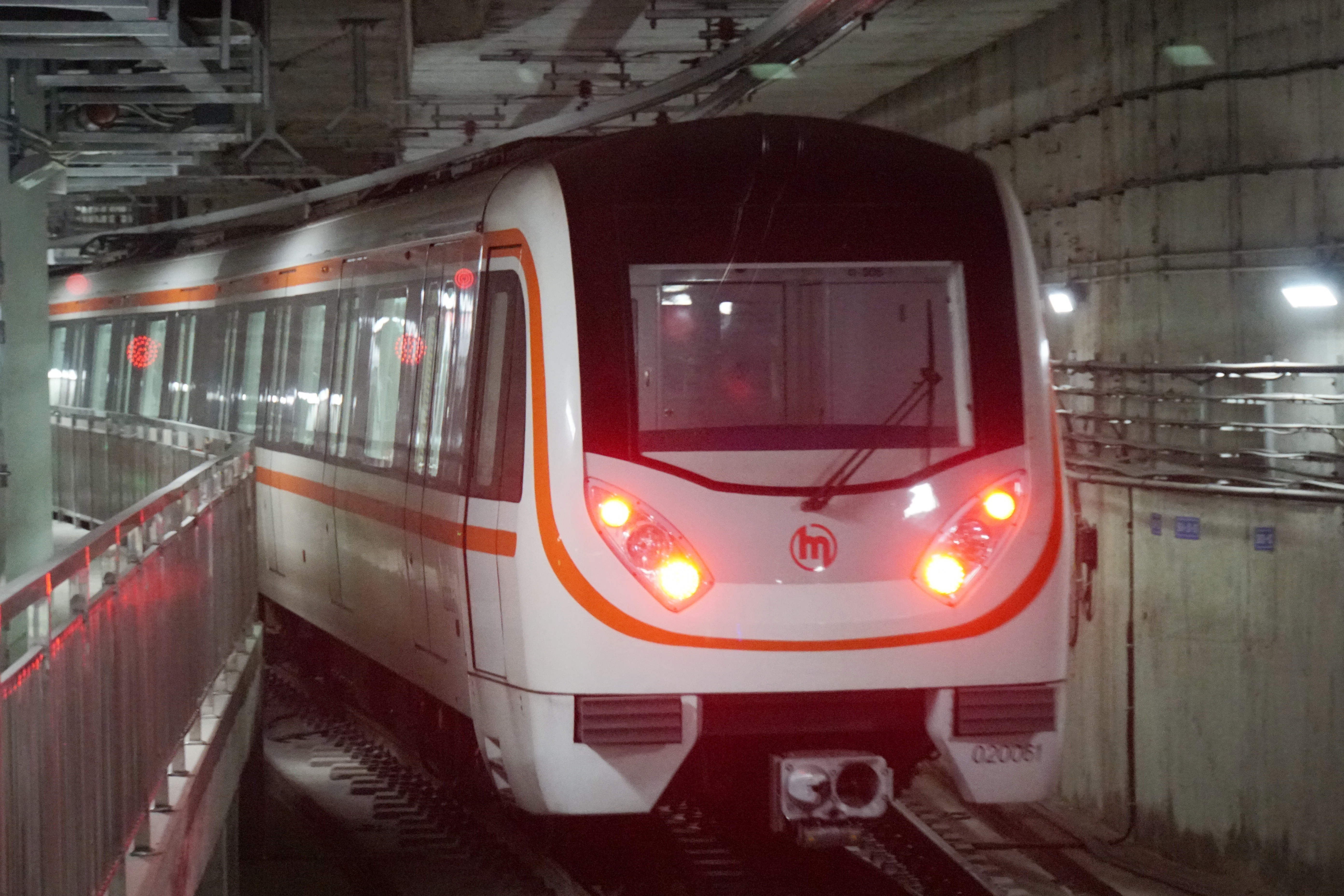
Rame de ligne 2

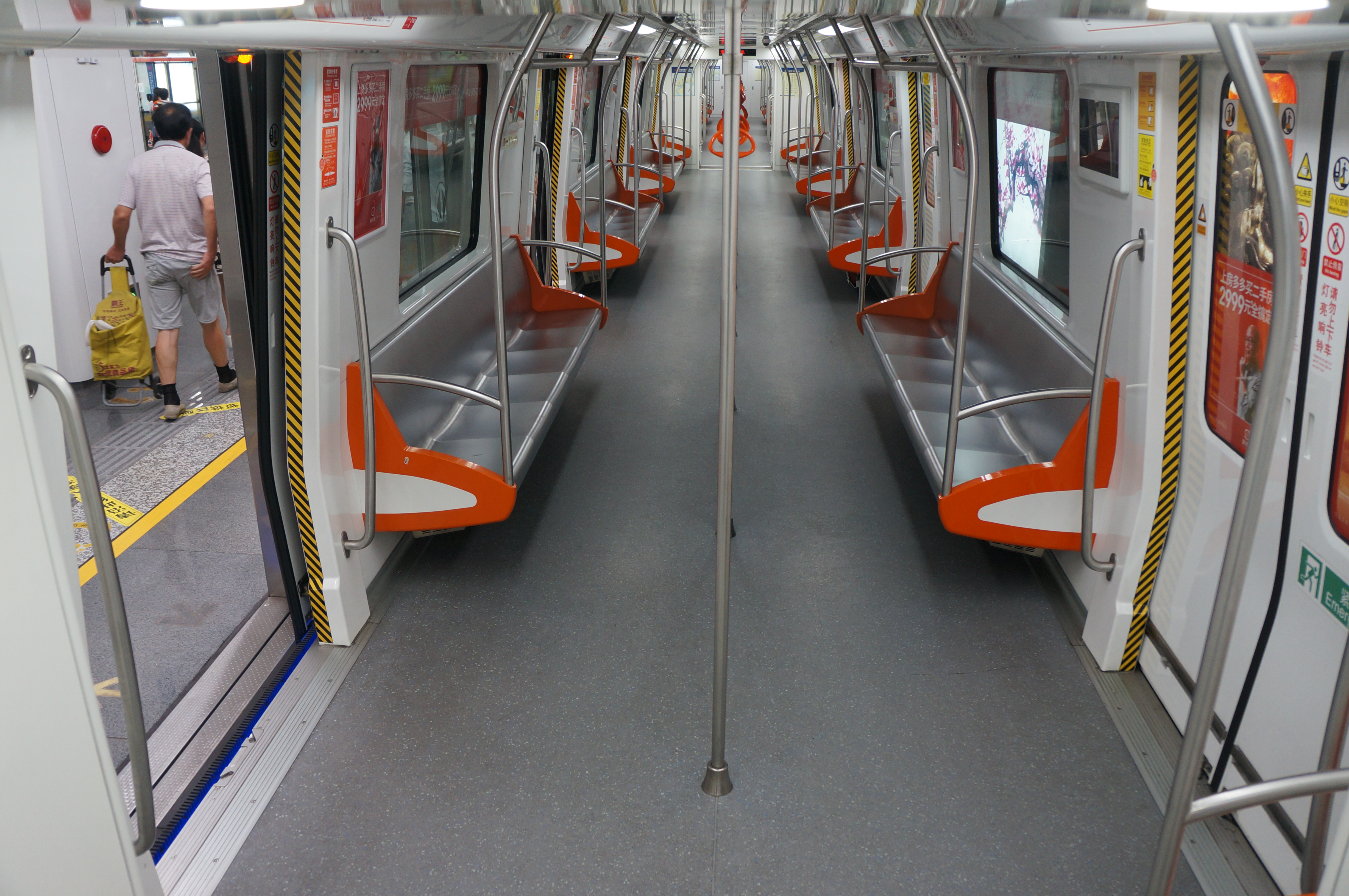
Intérieur

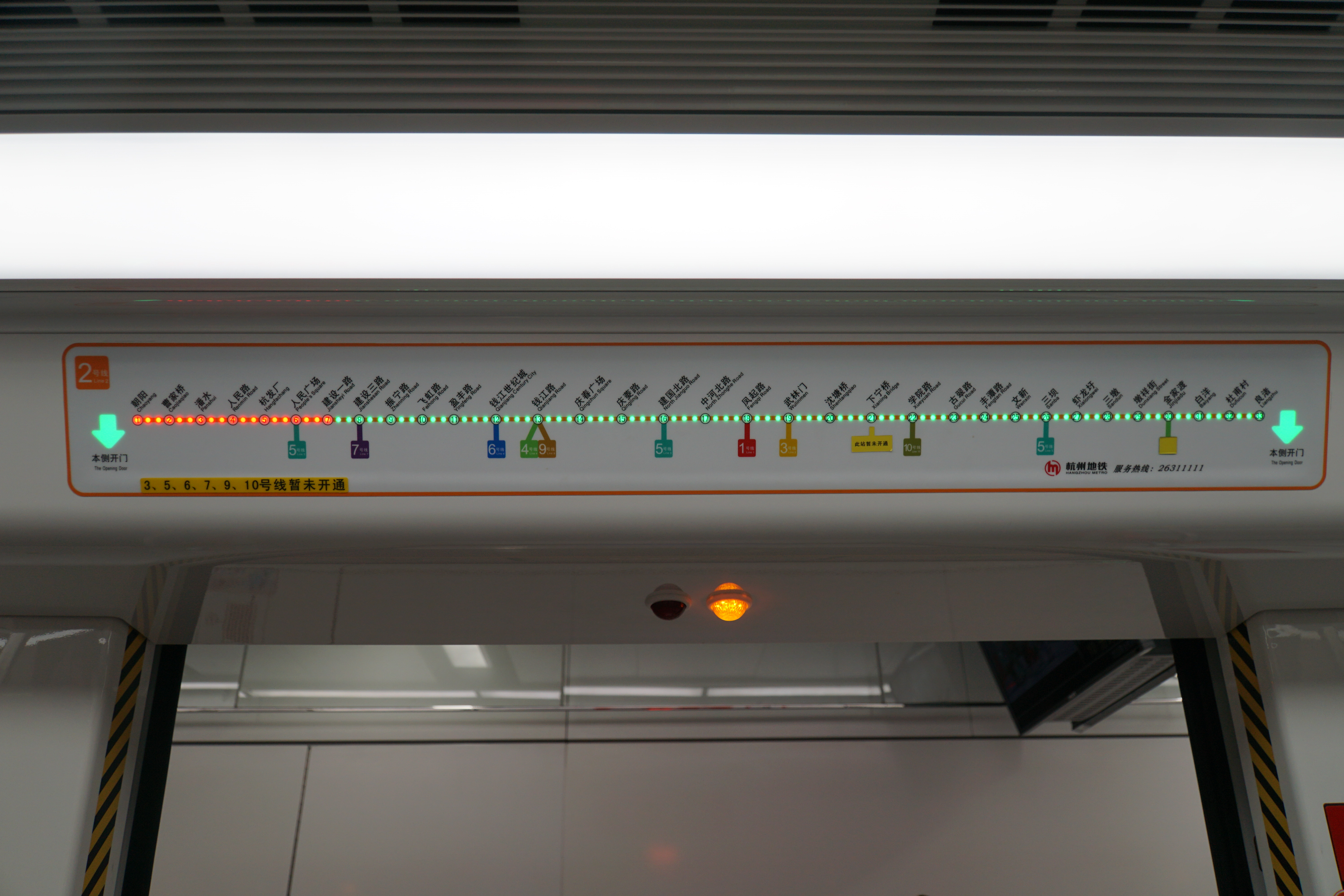
Carte LED d'une rame

La Ligne 2 du métro de Hangzhou est la deuxième ligne dans métro de Hangzhou. Elle a ouvert dans 24 novembre 2014 et elle consiste 33 stations à 2018. En maintenant (juillet 2020), toutes les 33 stations sont ouvertes.

## Histoire

### Chronologie
- 24 novembre 2014 : Chaoyang - Rue Qianjiang (sauf Cité de Siècles du Qianjiang) ouvrent
- 28 avril 2016 : Cité de Siècles du Qianjiang ouvre[1]
- 3 juillet 2017 : Rue Qianjiang (sauf) - Rue Gucui (sauf Pont Xianing)[2],[3]
- 27 décembre 2017 : Rue Gucui (sauf) - Dufucun
- 27 décembre 2017 : Dufucun (sauf) - Liangzhu
- 30 juin 2020: Pont Xianing ouvre[4]

## Caractéristiques

### Liste des stations
Voici les stations de Ligne 2.
| Route | Route | Nom de la station | Nom de la station         | Nom de la station      | Correspondances                           | Quartier   | Date d'ouverture |
| Route | Route | Chinois           | Français                  | Anglais                | Correspondances                           | Quartier   | Date d'ouverture |
| ----- | ----- | ----------------- | ------------------------- | ---------------------- | ----------------------------------------- | ---------- | ---------------- |
|       |       |                   |                           |                        |                                           |            |                  |
| ●     | ｜    | 朝阳              | Chaoyang                  | Chaoyang               |                                           | Xiaoshan   | 24 novembre 2014 |
| ●     | ｜    | 曹家桥            | Caojiaqiao                | Caojiaqiao             |                                           | Xiaoshan   | 24 novembre 2014 |
| ●     | ｜    | 潘水              | Panshui                   | Panshui                |                                           | Xiaoshan   | 24 novembre 2014 |
| ●     | ｜    | 人民路            | Rue Renmin                | Renmin Road            |                                           | Xiaoshan   | 24 novembre 2014 |
| ●     | ｜    | 杭发厂            | Hangfachang               | Hangfachang            |                                           | Xiaoshan   | 24 novembre 2014 |
| ●     | ●     | 人民广场          | Place des peuples         | People's Square        | 5                                         | Xiaoshan   | 24 novembre 2014 |
| ●     | ●     | 建设一路          | Rue Jiansheyi             | Jiansheyi Road         |                                           | Xiaoshan   | 24 novembre 2014 |
| ●     | ●     | 建设三路          | Rue Jianshesan            | Jianshesan Road        | 7                                         | Xiaoshan   | 24 novembre 2014 |
| ●     | ●     | 振宁路            | Rue Zhenning              | Zhenning Road          |                                           | Xiaoshan   | 24 novembre 2014 |
| ●     | ●     | 飞虹路            | Rue Feihong               | Feihong Road           |                                           | Xiaoshan   | 24 novembre 2014 |
| ●     | ●     | 盈丰路            | Rue Yingfeng              | Yingfeng Road          |                                           | Xiaoshan   | 24 novembre 2014 |
| ●     | ●     | 钱江世纪城        | Ville Siècle du Qianjiang | Qianjiang Century City | 6                                         | Xiaoshan   | 24 novembre 2014 |
| ●     | ●     | 钱江路            | Chemin Qianjiang          | Qianjiang Road         | 4 9                                       | Shangcheng | 24 novembre 2014 |
| ●     | ●     | 庆春广场          | Square Qingchun           | Qingchun Square        |                                           | Shangcheng | 3 juillet 2017   |
| ●     | ●     | 庆菱路            | Rue Qingling              | Qingling Road          |                                           | Shangcheng | 3 juillet 2017   |
| ●     | ●     | 建国北路          | Chemin Jianguo-Nord       | North Jianguo Road     | 5                                         | Gongshu    | 3 juillet 2017   |
| ●     | ●     | 中河北路          | Chemin Zhonghe-Nord       | North Zhonghe Road     |                                           | Gongshu    | 3 juillet 2017   |
| ●     | ●     | 凤起路            | Chemin Fengqi             | Fengqi Road            | 1                                         | Gongshu    | 3 juillet 2017   |
| ●     | ●     | 武林门            | Wulinmen                  | Wulinmen               | 3                                         | Gongshu    | 3 juillet 2017   |
| ●     | ●     | 沈塘桥            | Pont Shentang             | Shentangqiao           | 19 (Correspondance gratuite indisponible) | Gongshu    | 3 juillet 2017   |
| ●     | ●     | 下宁桥            | Pont Xianing              | Xianing Bridge         |                                           | Xihu       | 30 juin 2020     |
| ●     | ●     | 学院路            | Rue Xueyuan               | Xueyuan Road           | 10                                        | Xihu       | 3 juillet 2017   |
| ●     | ●     | 古翠路            | Rue Gucui                 | Gucui Road             |                                           | Xihu       | 3 juillet 2017   |
| ●     | ●     | 丰潭路            | Rue Fengtan               | Fengtan Road           |                                           | Xihu       | 27 décembre 2017 |
| ●     | ●     | 文新              | Wenxin                    | Wenxin                 |                                           | Xihu       | 27 décembre 2017 |
| ●     | ●     | 三坝              | Sanba                     | Sanba                  | 5                                         | Xihu       | 27 décembre 2017 |
| ●     | ｜    | 虾龙圩            | Xialongwei                | Xialongwei             |                                           | Xihu       | 27 décembre 2017 |
| ●     | ｜    | 三墩              | Sandun                    | Sandun                 |                                           | Xihu       | 27 décembre 2017 |
| ●     | ｜    | 墩祥街            | Rue Dunxiang              | Dunxiang Street        |                                           | Gongshu    | 27 décembre 2017 |
| ●     | ｜    | 金家渡            | Jinjiadu                  | Jinjiadu               | 4                                         | Yuhang     | 27 décembre 2017 |
| ●     | ｜    | 白洋              | Baiyang                   | Baiyang                |                                           | Yuhang     | 27 décembre 2017 |
| ●     | ｜    | 杜甫村            | Dufucun                   | Dufucun                |                                           | Yuhang     | 27 décembre 2017 |
| ●     | ｜    | 良渚              | Liangzhu                  | Liangzhu               |                                           | Yuhang     | 27 décembre 2017 |
|       |       |                   |                           |                        |                                           |            |                  |